# LGV32
isai vivid LGV32（イサイ ビビッド エルジーブイ サンニー）は、韓国のLGエレクトロニクス（輸入発売元：LGエレクトロニクスジャパン）によって日本国内向けに開発された、auブランドを展開するKDDIおよび沖縄セルラー電話の第3.9世代移動通信システム（au 4G LTE/au VoLTE）、第4世代移動通信システム（au 4G LTE CA/WiMAX2+）対応スマートフォンである。

## 概要
LGL24及びLGV31の後継機種で、グローバルモデルとして発売されているLG G4の日本国内ローカライズモデルとなる。
LGL24・LGV31と比較してディスプレイの色再現範囲が向上している。従来の液晶は青色に黄色の蛍光体を加えただけだったが、本機種では青色に赤と緑色の蛍光体を加えたことによってより鮮やかな映像を見ることが可能となっている。
またカメラも強化されており、F1.8のレンズと1/2.6インチのイメージセンサーを採用。新たにレーザーオートフォーカスと光学式手ブレ補正に対応している。従来のisaiシリーズはグローバルモデルと比較してカメラ性能が一部カットされることが多かったが、本機種ではグローバルモデルとほぼ同等のカメラ性能となっている。
なお、isaiシリーズで初めて赤外線通信に対応していない。
キャッチコピーは当初「この鮮やかさに、あなたは驚く。」および「一眼レフが嫉妬する。」だったが、後述する本革製背面パネル仕様のレザーブラウン、およびレザーブラック追加後は「心地よい肌触りと、画面の鮮やかさに、あなたは驚く。」に変更された。

## その他機能
※PC向けWebブラウザが標準装備されている。携帯向けサイト(EZWeb)は他のスマートフォンやPCと同じく閲覧不可。
| 主な機能・対応サービス                                                  | 主な機能・対応サービス                               | 主な機能・対応サービス                  | 主な機能・対応サービス         |
| ----------------------------------------------------------------------- | ---------------------------------------------------- | --------------------------------------- | ------------------------------ |
| auウィジェット Webブラウザ                                              | LISMO! for Android （ハイレゾ音源対応版） LISMO WAVE | おサイフケータイ NFC おくだけ充電（Qi） | ワンセグ フルセグ DLNA/DTCP-IP |
| au one メール PCメール Gmail EZwebメール                                | デコレーションメール デコレーションアニメ            | Friends Note                            | PCドキュメント                 |
| au Smart Sports Run & Walk Karada Manager ゴルフ(web版) Fitness、歩数計 | GPS 方位計                                           | au oneナビウォーク au one助手席ナビ     | au one ニュースEX au one GREE  |
| auベーシックホーム じぶん銀行                                           | 緊急速報メール                                       | Bluetooth                               | 無線LAN機能 (Wi-Fi)            |
| 赤外線通信                                                              | au VoLTE WIN HIGH SPEED au 4G LTE WiMAX2+            | グローバルパスポート                    | auフェムトセル                 |
| microSD microSDHC microSDXC                                             | モーションセンサー(6軸)                              | 防水 防塵                               | 簡易留守録 着信拒否設定        |

- 安心セキュリティパックはフル対応

## 歴史
- 2015年4月28日（現地時間） - LGエレクトロニクスよりLG G4としてグローバルモデル発表。この時点では日本国内での発売は未定だった[6]。
- 2015年（平成27年）5月14日 - KDDI、およびLGエレクトロニクスジャパンより公式発表。
- 2015年5月29日 - 日本全国にて一斉発売開始。
- 2015年11月20日 - 追加バリエーションとして本物の牛革を用いた本革製背面パネル仕様の「レザーブラウン」、および「レザーブラック」が追加。植物性のタンニンなめしが施された天然皮革には、湿った環境での腐敗などを防ぐ後処理加工が施されている。背面の縫い目には、高級革ブランドの縫製に使われているドイツのギッターマン社製の糸「Mara」が用いられて入り、高級感のある仕上がりとなっている[7]。